# Hypotheekrente
Hypotheekrente is de term voor de rente die over een hypothecaire lening berekend wordt. Dit rentetarief verschilt per aanbieder en is onder meer afhankelijk van de heersende rente, de door de hypotheekgever geleverde zekerheden en de rentevastperiode.

## Factoren die de hypotheekrente bepalen

### Marktbrede factoren
- Rente. Uiteindelijk leent een hypotheeknemer (de financiële instelling) het uitgeleende geld van anderen, zoals de houders van spaarrekeningen of (centrale) banken. Deze anderen brengen hiervoor een marktconform rentetarief in rekening. De rente wordt in Europa vaak bepaald aan de hand van de Euribor.
- Onroerend-goedmarkt. Als de waarde van onroerend goed sterk fluctueert, bijvoorbeeld door politieke onrust, zal de zekerheid die het onroerend goed levert laag zijn. In de praktijk leidt dit tot een hogere hypotheekrente, omdat de gegarandeerde executiewaarde van de dekking laag is.
- Economie. In tijden van recessie is de kans dat een hypotheekgever (de huiseigenaar) wat betreft betalingen in gebreke blijft, groter. Dit vergroot het risico voor de geldverstrekker, wat zich weer vertaalt in een hogere hypotheekrente.
- Concurrentie. Door vertrek van (buitenlandse) hypotheekverstrekkers kan de concurrentie afnemen, waardoor de verhouding tussen vraag en aanbod verandert en de hypotheekrente hoger is[1].
- Kosten van toezicht. Sinds 2015 betaalt de overheid niet meer mee aan het toezicht op banken en verzekeraars. De financiële instellingen betalen het toezicht nu helemaal zelf. Dat zorgt dat financiële producten zoals hypotheken duurder worden[2].

### Individuele factoren
- In Nederland kan de hypotheekgever (de huiseigenaar) in aanmerking komen voor Nationale Hypotheek Garantie, mits hij aan bepaalde voorwaarden voldoet. Zo mogen de totale kosten maximaal €435.000,00 (2024) bedragen (met inbegrip van notariskosten, afsluitprovisie, eventuele verbouwingskosten en overige kosten) en moet de hypotheekgever wat inkomen betreft aan bepaalde voorwaarden voldoen[3].
- Percentage van de executiewaarde

De rente van de hypotheek was voorheen afhankelijk van het percentage van de executiewaarde (de verwachte verkoopprijs bij gedwongen verkoop) dat wordt gefinancierd met de hypotheek. Hoe kleiner het deel dat hypothecair gefinancierd wordt, hoe minder risico de banken (de hypotheeknemers)lopen met de financiering, met als gevolg dat de hypotheekrente lager ligt. Echter, inmiddels is de executiewaarde vervangen voor de marktwaarde. De marktwaarde is de waarde van de woning in het economische verkeer.
Gebruikelijke grenzen zijn: minder dan 75% van de marktwaarde, minder dan 80% van de marktwaarde, 100% van de marktwaarde. Voorheen was de risicovolle zogenaamde tophypotheek 125% van de executiewaarde.
- Vast inkomen van de hypotheekgever.

Hypotheeknemers (de geldverstrekkers) zien graag dat hypotheekgevers beschikken over een vast inkomen. In de praktijk betekent dit een vaste baan of waardevaste uitkering. Om die reden hebben zelfstandig ondernemers doorgaans problemen bij het aanvragen van een hypotheek.
- Overige zekerheden. Indien de hypotheekgever extra zekerheden kan stellen, leidt dit tot minder risico voor de geldverstrekker en kan hierdoor een scherper rentepercentage bedongen worden.
- Rentekorting. Belangrijke verstrekkers van geld geven korting als de hypotheek 'uitgekleed' wordt. Dat wil zeggen dat bepaalde hypotheekvoorwaarden zoals dalrente, boetevrij aflossen e.d. worden geschrapt. Dat kan gunstig zijn maar de consument dient wel goed op te letten. Er zijn ook mogelijkheden om korting te krijgen als men extra producten afsluit zoals de toch verplichte inboedel- en opstalverzekering. Of wanneer men voor een hypotheeklastenbeschermer kiest.

### Negatieve rente
In een beperkt aantal gevallen is de hypotheekrente negatief, door een eerder overeengekomen koppeling aan de Euribor.

## De relatie tussen hypotheekrente en gemiddelde huizenprijs
De hypotheekrente is een belangrijke variabele die de gemiddeld huizenprijs beïnvloedt, doordat de hypotheekrente rechtstreeks van invloed is op de maandlasten voor een koper. Een daling van de hypotheekrente leidt doorgaans tot een stijging van de onroerend-goedprijzen, in bepaalde gevallen zelfs tot een vastgoedzeepbel. Een plotselinge stijging van de hypotheekrente leidt dan weer tot het scherp dalen van de prijs van onroerend goed, omdat de effectieve vraag afneemt: nieuwe kopers kunnen een minder hoge hypotheek bekostigen en veel kopers worden gedwongen hun bezit van de hand te doen omdat ze de hogere maandlasten niet meer kunnen bekostigen. Door de sterk gedaalde waarde van de zekerheid betekent dit in de praktijk een dubbele strop voor deze huizenbezitters. Om die reden is het aangaan van hoge hypotheekleningen zeer risicovol.

## Hypotheekrenteaftrek
De effectieve hoogte van de hypotheekrente voor de hypotheekgever is in Nederland doorgaans lager omdat er in Nederland hypotheekrenteaftrek bestaat. Dit houdt in dat de betaalde hypotheekrente in mindering wordt gebracht op het belastbare inkomen in box 1. Afhankelijk van het betaalde belastingpercentage kan dit voordeel oplopen tot 52 procent van de betaalde rente.